# Uncle Drew
Pour plus de détails, voir Fiche technique et Distribution.
Oncle Drew (Uncle Drew) est un film américain réalisé par Charles Stone III (en) sorti en juin 2018.
Il met en vedette le joueur de basket-ball professionnel Kyrie Irving dans la reprise d'un personnage développé pour des publicités Pepsi Max (en) diffusées aux États-Unis dans les années 2010. Irving était alors grimé en personne âgée et étonnait des joueurs de streetball par ses capacités. Plusieurs anciens joueurs professionnels sont également à l'affiche du film dont Shaquille O'Neal.

## Synopsis
Dax entraîneur d'une équipe de street basket, aspire à gagner le prestigieux tournoi de Harlem du Rucker Park. Enfant, lui même joueur, a échoué en finale, se faisant contrer son tir par un certain Mookie. Ce dernier, durant toutes ces années, a remporté le titre et au moment où Dax pense avoir l'équipe et le joueur vedette qui lui fera remporter le tournoi, Mookie vient lui ravir son équipe. Au moment où tout semble s'acharner sur lui, une rumeur d'un certain Oncle Drew, légende inégalée des playgrounds, s'avère une réalité.
Ensemble, ils partent à la recherche de ses anciens équipiers, tous détenteurs de la carte vermeil. Malgré certaines vieilles rancunes et leurs handicaps physiques dus à leurs âges, la "old team" se reconstitue, prête à en découdre avec les "jeunes rapaces" de la compétition.  

## Distribution
- Kyrie Irving (VQ : Frédéric Desager) : Oncle Drew
- Lil Rel Howery (VQ : Alexandre Fortin) : Dax
- Shaquille O'Neal (VQ : Guy Nadon) : Big Fella
- Chris Webber (VQ : Widemir Normil) : Preacher
- Reggie Miller (VQ : Daniel Picard) : Lights
- Lisa Leslie (VQ : Catherine Hamann) : Betty Lou
- Erica Ash (VQ : Camille Cyr-Desmarais) : Maya
- J. B. Smoove (VQ : Sylvain Hétu) : Angelo
- Tiffany Haddish (VQ : Marie-Evelyne Lessard) : Jess
- Nick Kroll (VQ : Louis-Philippe Dandenault) : Mookie
- Aaron Gordon (VQ : Martin Desgagné) : Casper
- Nate Robinson
- Mike Epps

 Source : version québécoise (VQ) sur Doublage.qc.ca